# Gnile duše
Gnile duše je prva punk rock skupina iz Ormoža.
Prvič so nastopili leta 1979 na novoletni prireditvi na gimnaziji v Ljutomeru. Septembra leta 1981 so koncertirali v Metliki, kjer so se zbrale še druge uspešne punk skupine (Kuzle, Lublanski psi, Steklina, Indust-Bag in Šund). Marca 1983 so Gnile duše v Domu kulture Ormož odigrale svoj zadnji nastop. Iz njenih članov je nastala skupina Pridigarji.
Leta 2011 se je skupina zopet združila in zaigrala na različnih poletnih festivalih (Ormoško poletje, Grossmannov festival filma in vina v Ljutomeru, Svoboda narodu v Dolenjskih Toplicah).
Pesmi, ki so podlaga za drugi album skupine, je tekstopisec Davorin Bešvir leta 2013 objavil v zbirki Revne kot cerkvene miši pri Subkulturnem azilu, zavodu za umetniško produkcijo in založništvo v Mariboru.

## Diskografija
- Vse je v skladu s predpisi (1981)
- Naš bog je punk rock (2016)